# بيل ديفيس
بيل ديفيس (3 أكتوبر 1921 - 30 نوفمبر 1975 في الولايات المتحدة) (بالإنجليزية: Bill Davis)‏ هو لاعب كرة سلة أمريكي في مركز هجوم صغير الجسم. لعب مع شيكاغو ستايغس.

## وصلات خارجية
- بيل ديفيس على موقع إن بي أي (الإنجليزية)
- بيل ديفيس على موقع سبورتس رفرنس (الإنجليزية)
- بيل ديفيس على موقع ريلجم (الإنجليزية)